# The Wicker Man (film fra 2006)
 For alternative betydninger, se The Wicker Man. (Se også artikler, som begynder med The Wicker Man)
The Wicker Man er en amerikansk gyserfilm fra 2006. Filmen er en genindspilning af den britiske The Wicker Man fra 1973 , og manuskriptforfatter og instruktør er Neil LaBute, mens Nicolas Cage og Ellen Burstyn har hovedrollerne.

## Handling
Politimand Edward Malus (Nicolas Cage) modtager et brev fra hans tidligere forlovede, Willow Woodward (Kate Beahan), hvori hun beder ham om at komme til en lille ø i den nordvestlige Stillehav, hvor han skal undersøge forsvinden af Willows datter Rowan. Da Malus ankommer øen, opdager han et samfundet der bliver styrt af Søster Summerisle.
Alle kvinderne på øen er fjendtlige, og de få mænd, der bebor den, er alle stille og har tydeligvis fået deres tunger fjernet. Malus spørger alle indbyggerne på øen om det forsvundne barn, men får fortalt, at hun er brændt ihjel i en ulykke. Willow fortæller Malus at Rowan er hans egen datter, og at hun er sikker på, at Rowan vil hold fanget et eller andet sted. Malus frygter, at hans datter er ofret, eller skal ofres.
Malus bliver lokket til høstfesten, da han får et glimt af Rowan bundet til en pæl. Han redder hende og løber væk, men hun fører ham tilbage til gruppen af kvinder. Kvinderne fanger ham, brækker hans fødder og satte ham i et bur. Rowan holder en flammende fakkel, hentil en statue af en "Wicker Man" og Malus går op i flammer, mens Willow ser samtykkende til. Pigen var aldrig i fare, og øboernes virkelig plan var at ofre Malus. Det viser sig, at hele hans forhold til Willow var en del af en kompleks plan for at lokke ham til øen. Øboerne havde brug for en fremmed, som var knyttet til en af dem med blodsbånd. Selvom Malus kømper, han til sidst brændt levende på en "Wicker Man".
Da Malus bliver ført tilbage til gruppen af kvinder, nævner Søster Summerisle at alle folkene på øen er hendes børn. I en koloni af honningbier er alle i sværmen - med undtagelse af dronning - brøder eller søstre, og derfor har alle den samme mor. Da Malus bliver ofret synger kvinderne at "dronen skal dø", som er en reference til den mandlige honningbi, der er kendt som en drone. Når en drone har parret sig med dronningen, dør den kort tid efter, da den ofrer sig til koloniens bedste. Folkene på øen er et samfund i en bikoloni.

## Medvirkende
- Nicolas Cage som Edward Malus
- Ellen Burstyn som Søster Summersisle
- Kate Beahan som Søster Willow
- Frances Conroy som Dr. Moss
- Leelee Sobieski som Søster Honey
- Diane Delano som Søster Beech
- Michael Wiseman som Pete
- Erika-Shaye Gair som Rowan
- Molly Parker som Søster Rose/Søster Torn
- Christa Campbell som Tjenerinde